# Selenotoca multifasciata
Selenotoca multifasciata är en fiskart som först beskrevs av Richardson, 1846.  Selenotoca multifasciata ingår i släktet Selenotoca och familjen Scatophagidae. Inga underarter finns listade i Catalogue of Life.